# Concilio di Avignone (1080)
Il concilio di Avignone del 1080 fu un concilio provinciale tenuto ad Avignone nel 1080 dal vescovo Ugo di Die, legato della Santa Sede sotto Gregorio VII, per risolvere alcuni problemi della Provenza.

## Il concilio
In piena Riforma gregoriana e nel quadro politico della lotta per le investiture, questo concilio, convocato da papa Gregorio VII e appoggiato dal conte di Provenza, Bertrando II, ebbe luogo nella città di Avignone, allora territorio sotto la giurisdizione imperiale. Esso fu presieduto dal legato pontificio Ugo di Die e dall'abate di San Vittore di Marsiglia, Richard de Millau.
Si trattò di uno dei numerosi concili che alla fine dell'XI secolo cercavano di affermare il potere pontificio sulla Chiesa ed a mettere in riga i seguaci dell'imperatore dopo che, con l'umiliazione di Canossa del gennaio 1077, quest'ultimo aveva riconosciuto la vittoria di papa Gregorio. Ma nei numerosi anni a seguire, l'interferenza sulle nomine episcopali fu oggetto di numerose crisi locali.
Il concilio procedette alla nomina di numerosi prelati, ma il fatto più importante fu la destituzione di Aicardo di Marsiglia, arcivescovo di Arles, che fu sostituito da Gibelino di Sabran, il quale tuttavia non poté insediarsi ad Arles a causa della violenta opposizione degli arlesiani. La destituzione di Aicardo fu dovuta certamente più alla sua presa di posizione a favore dell'imperatore Enrico IV e dell'antipapa Clemente III, che per le irregolarità relative al suo insediamento nella sede di arcivescovile di Arles. Brémond, abate di Montmajour fu cacciato dal suo monastero per i medesimi motivi.
Questi due prelati appartenevano a due famiglie che si trovavano in posizione delicata nei confronti della Chiesa, quella dei conti di Cerdagne e quella dei visconti di Marsiglia, che erano in conflitto rispettivamente con il conte di Narbona e con il conte di Provenza

## La rimozione di Aicardo
Alla morte dell'arcivescovo Raimbaud de Reillanne (1069) infatti, ed in conseguenza di un arbitraggio fra le grandi famiglie provenzali ed il potere comitale, la sede episcopale di Arles toccò ad Aicardo
Se si pensa che la famiglia dei visconti di Marsiglia era la fonte principale della maggior parte delle risorse del capitolo, la  mensa canonica, si comprende il sostegno fornito dai canonici arlesiani ad Aicardo nel corso delle trattative.
In questa disputa l'Arcivescovo Aicardo si schierò dalla parte del sovrano feudale della Provenza, che faceva parte del regno di Borgogna, appannaggio dell'imperatore dal 1032.
Secondo alcuni storici tuttavia questa presa di posizione sarebbe stata più un modo di manifestare la sua opposizione all'irrigidimento papale nei confronti degli usi dei vescovi di Provenza e Linguadoca (donum), usi che condussero alla nomina dell' abate di Montmajour e che furono assimilati dalla Santa Sede a simonia, piuttosto che una vera e propria opposizione iniziale contro il papa.
Così Aicardo si trovò immischiato in due conflitti convergenti: uno riguardante il potere locale e l'altro la radicalizzazione delle riforme gregoriane difese da papa Gregorio VII.
Alla rimozione fece seguito anche la scomunica.